# Nuova era (singolo)
Nuova era è un singolo del cantautore italiano Jovanotti e del produttore discografico italiano Dardust, pubblicato il 7 giugno 2019 come primo estratto dal primo EP di Jovanotti Jova Beach Party.

## Video musicale
In concomitanza con il lancio del singolo, il cantante ha pubblicato un lyric video attraverso il proprio canale YouTube.

## Classifiche
| Classifica (2019) | Posizione massima |
| ----------------- | ----------------- |
| Italia            | 38                |